# Tom Jones (ur. 1964)
Tom Jones (ur. 7 października 1964 w Aldershot) – angielski piłkarz, grający na pozycji pomocnika, trener piłkarski.

## Kariera piłkarska
Karierę piłkarską rozpoczął w Weymouth Następnie występował w klubach Aberdeen F.C., Swindon Town F.C., Reading F.C., Woking F.C., Forest Green Rovers F.C. i Swindon Supermarine F.C. W 2004 zakończył karierę piłkarza w Shrivenham F.C.

## Kariera trenerska
Po zakończeniu kariery piłkarza rozpoczął pracę szkoleniowca. W sezonie 1999/2000 trenował juniorską drużynę Swindon Town F.C. W 2004 samodzielnie prowadził Swindon Supermarine F.C. Potem pracował w koreańskim klubie Busan IPark. W sierpniu 2006 dołączył do sztabu szkoleniowego narodowej reprezentacji Armenii, na czele której stał Ian Porterfield. Po śmierci Porterfielda 11 września 2007 do października prowadził tymczasowo ormiańską reprezentację. W latach 2010–2011 powrócił do pracy w Swindon Supermarine F.C. jako asystent trenera. Od listopada 2013 pomagał trenować Chippenham Town F.C.